# Утива-э

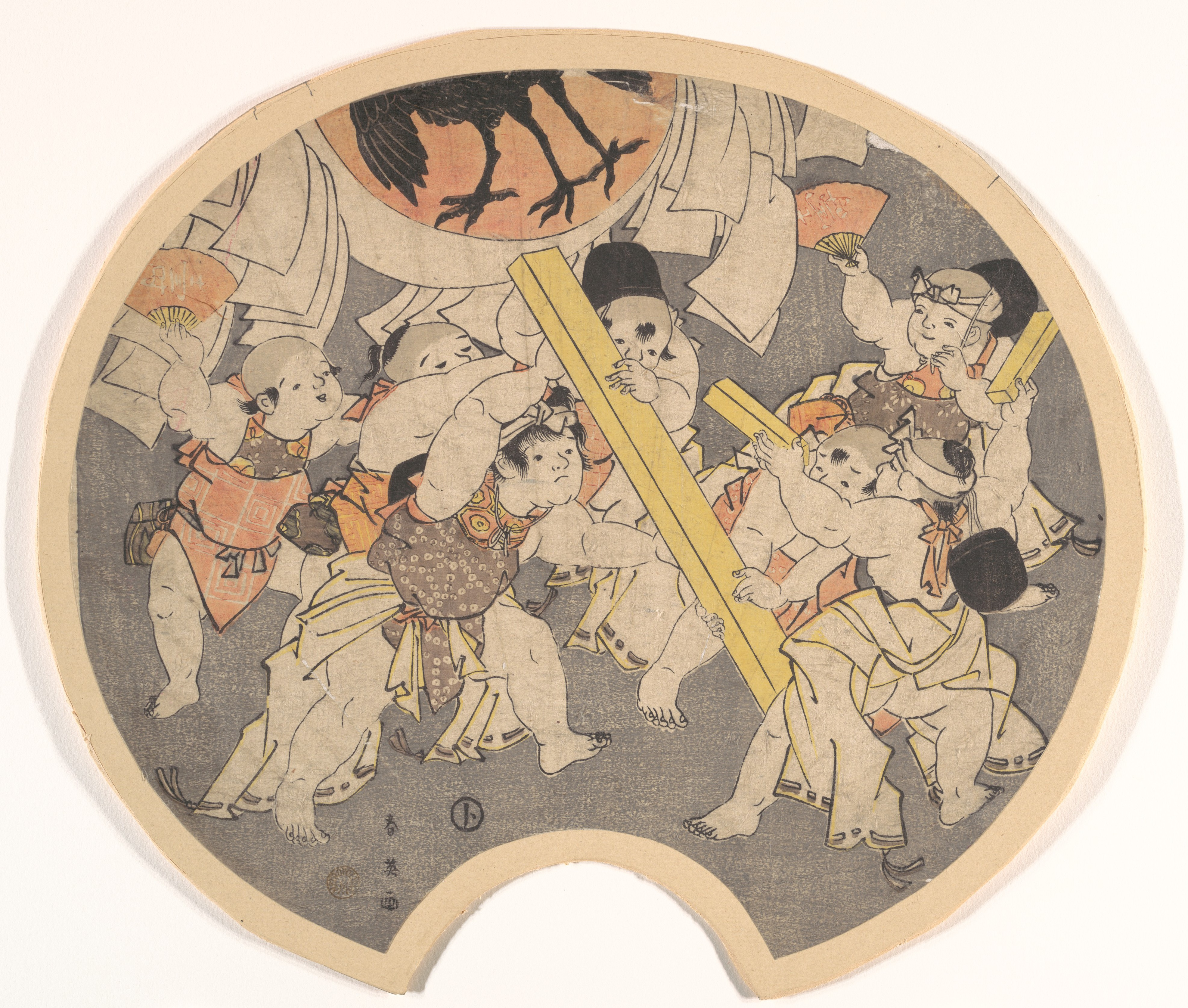
, около 1788

Утива-э (яп. 団扇絵, картина на круглом веере) — жанр японского искусства укиё-э, создание ксилографии на твёрдых округлых японских веерах (яп. 団扇 'утива'). Изображения вписаны в форму и контуры веера; работы создавались на прямоугольных листах бумаги васи, затем вырезались и вклеивались в твёрдый каркас из бамбука.

## История

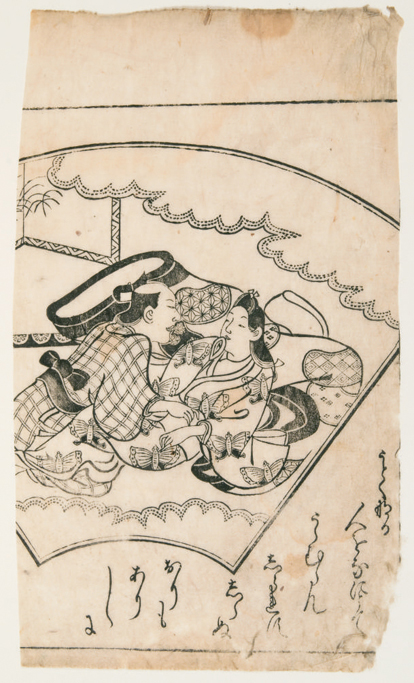
Хисикава Моронобу, иллюстрация из Утива дзукуси

В отличие от складных вееров, появившихся в Японии в VI—VII веках, нескладной веер утива овальной формы или в форме боба появился в Китае. Веера утива стали популярны в период Эдо. Они носили как декоративный, так и функциональный характер. Утива чаще всего использовали летом, поэтому в живописи веера чаще появляются на «летних» произведениях. Исторически, утива был преимущественно женским аксессуаром, мужчины предпочитали складные веера
Первые веера с ксилографией появились около 1680 года. Одним из первых примеров является иллюстрированная книга Хисикавы Моронобу 1684 года Утива дзукуси (яп.  «Картины для утива всех видов»), включавшая в себя иллюстрации в форме вееров. На одной из работ Судзуки Харунобу 1767 или 1768 года изображены торговцы веерами. На работе Утагавы Куниёси 1814 года изображён актёр кабуки Итикава Данносукэ II в роли продавца вееров. Сохранилось большое количество информации об известном торговце XIX века, создававшем ксилографические гравюры для вееров, Эбии Римносукэ (1832—1895), продававшем как утива-э, так и стандартные работы в жанре укиё-э; изначально Эбия покупал авторские рисунки у Утагавы, а затем расширил своё производство и штат художников. В XIX веке производство вееров находилось под строгим контролем гильдии производителей вееров, оно подчинялось строгим регламентам и правилам, в отличие от простых гравюр. С 1815 года и до конца периода Эдо (1868) на каждый веер ставилась печать с годом создания.

## Предмет изображения
Большинство художников периода Эдо работали с утива-э в дополнение к иллюстрациям книг и стандартным гравюрам. Изображения для утива-э можно поделить на основные категории, применимые к общему жанру укиё-э — якуся-э (изображение актёров), бидзинга (красивые женщины), фукэй-га (пейзажи), катё-га («цветы и птицы»), муся-э (изображения воинов). В настоящее время сохранились веера с иллюстрациями Кацукавы Сюнсё (1726—1793), Утагавы Тоёкуни (1769—1825),Утагавы Куниёси (1797—1861), Утагавы Хиросигэ (1797—1858). Поскольку веера использовались для бытовой повседневной жизни, немногие экземпляры остались в сохранности в наше время.